# Metrópole de Kiev (1620–1685)
Metrópole de Kiev (em russo:  Киевская митрополия, transl. Kiyevskaya mitropoliya) ou Metrópole de Kiev, Galícia e Toda a Rússia foi a sé episcopal ortodoxa do Patriarcado de Constantinopla no território da Comunidade Polaco-Lituana e do Hetmanato Cossaco. Existiu de 1620 a 1685, quando, como resultado da reunificação do território do Hetmanato Cossaco (parte da moderna Ucrânia) com o Czarado da Rússia, foi transferida para o Patriarcado de Moscou, e os metropolitas mudaram o título para " de Kiev, Galícia e Pequena Rússia" (em russo:  Киевский, Галицкий и Малыя России). Seu centro estava localizado em Kiev.

## História

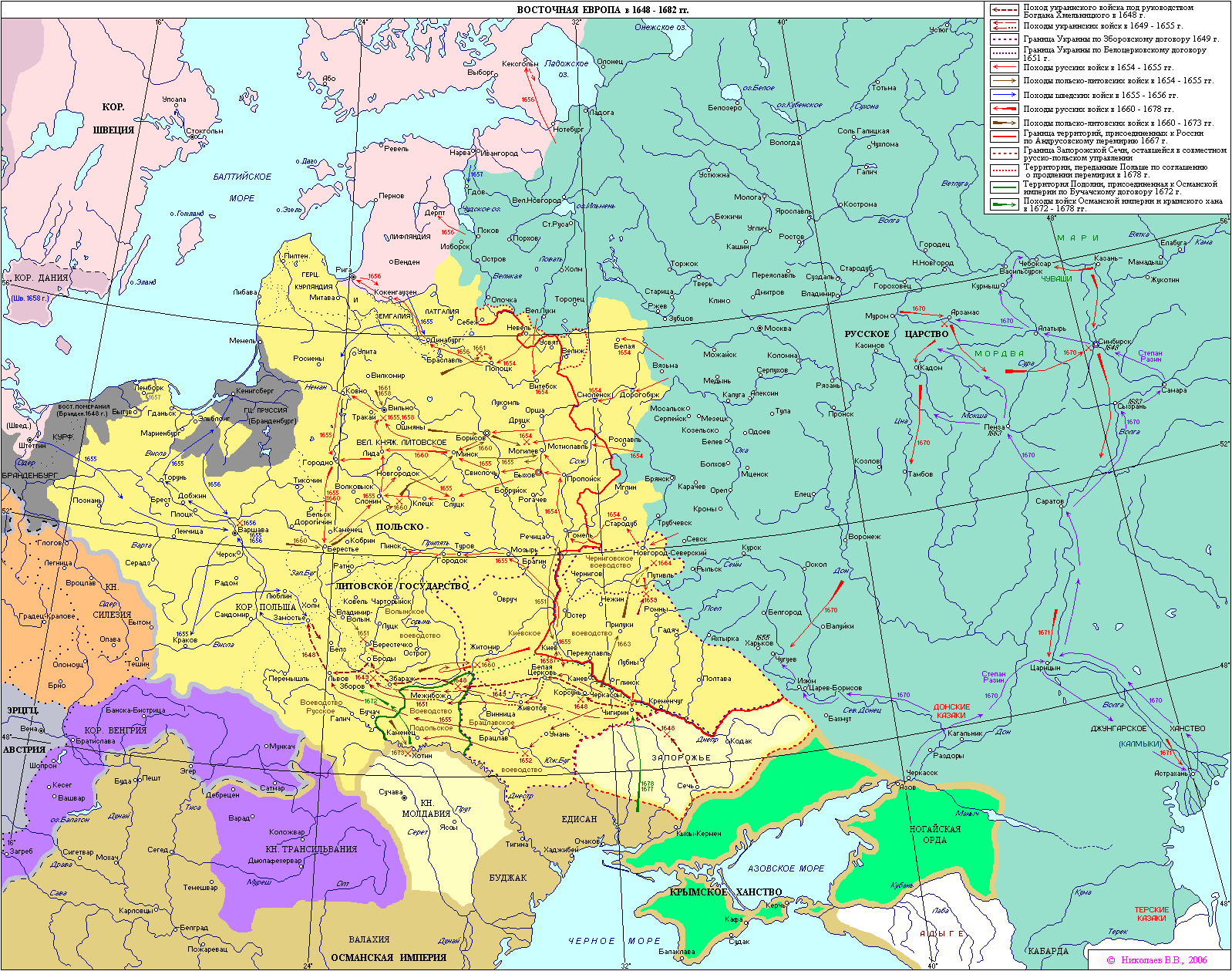
Europa oriental em 1648-1682

Em 1620, o patriarca Teófanes III de Jerusalém consagrou o novo metropolita de Kiev e Toda a Rússia (bem como bispos de outras sés).
No séc. XVII, com a expansão contínua para oeste e sul, o Estado russo incluiu em sua composição os territórios das eparquias da margem esquerda da metrópole de Kiev (eparquias de Kiev e Chernigov), como autônomos, o que levou a um conflito natural, complicado pela luta entre greco-católicos e ortodoxos na maioria das dioceses: Lutsk, Lvov, Przemisl e Mogilev-Mstislav.
Em maio de 1686, Moscou conseguiu obter o consentimento do patriarca de Constantinopla Dionísio IV para a subordinação da metrópole de Kiev ao patriarca de Moscou. Em 27 de janeiro de 1688, o título do metropolita de Kiev foi alterado para "de Kiev, Galícia e Pequena Rússia", o que refletia a transferência real da metrópole de Kiev do Patriarcado de Constantinopla para o Patriarcado de Moscou.
Durante o período sinodal, os metropolitas de Kiev tornaram-se bispos diocesanos da Igreja Ortodoxa Russa, embora mantivessem seu título metropolitano.
Em 2018, a decisão de transferir a metrópole de Kiev para a jurisdição do Patriarcado de Moscou foi cancelada pelo Patriarcado de Constantinopla.

## Estrutura

### Eparquias
- Eparquia de Kiev (metropolitana) com Kiev-Pechersk Lavra;[8]
- Eparquia de Lviv;
- Eparquia de Lutsk;
- Eparquia de Mstislav (como Orsha e Mogilev);
- Eparquia de Przemyśl.

## Metropolitas de Kiev de 1620 a 1685 (Exarca Patriarcal)
1. Jó Boretski (1620-1631);[3]
2. Isaías Kopinski (1631-1632);
3. Pedro Mogila (1632-1647) - Primeiro metropolita ortodoxo aceito após o restabelecimento da metrópole;
4. Silvestre Kossove (1648-1657);
5. Dionísio Balaban (1658-1663) - Em 1658 foi forçado a transferir sua sé para Chyhyryn devido à ocupação de Kiev pelas tropas moscovitas;
6. José Neliuboviche-Tukalski (1663-1675);
7. Antônio Vinnitski (1663 ou 1675-1679) - Anti-metropolita;
8. Gedeão Chetvertinski (1685-1688) - Ex-bispo de Lutsk, foi eleito pelo Sobor iniciado pelo Hetman Ivan Samoiloviche e mais tarde foi consagrado por Moscou em vez de Constantinopla.

A metrópole de Kiev foi, em 1686, transferida do Patriarcado Ecumênico para o Patriarcado de Moscou.